# Albert Mayer
Cet article concerne l'officier allemand. Pour l'architecte et urbaniste, voir Albert Mayer (architecte).
Albert Otto Walter Mayer, né le 24 avril 1892 à Magdebourg et mort le 2 août 1914 à Joncherey dans le Territoire de Belfort, est un officier prussien de la Deutsches Heer. Âgé alors de 22 ans, il est considéré comme le premier militaire allemand tombé au combat lors de la Première Guerre mondiale, alors que celle-ci n'a pas encore été officiellement déclarée.

## Biographie
Albert Otto Walter Mayer naît à Magdebourg, en province de Saxe, le 24 avril 1892. Ses parents déménagent par la suite dans la région de Mulhouse, une ville industrielle dynamique d'Alsace-Lorraine, un ancien Land correspondant aujourd'hui aux trois départements de l'Alsace-Moselle. Son père est directeur de banque, sa mère est d'origine française huguenotte. Il est l'ainé de trois fils.

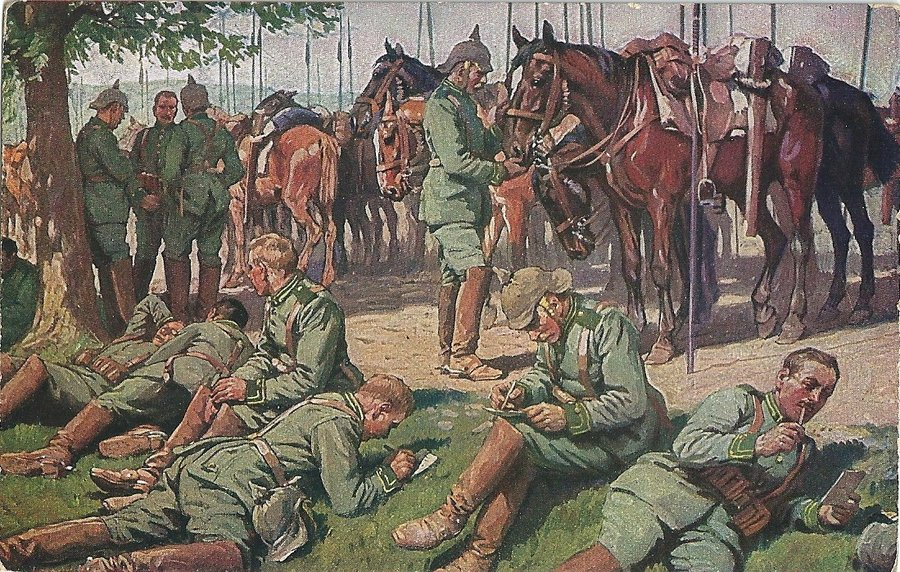
Cavaliers du 5e régiment de chasseurs à cheval lors d'une pause.

Il s'engage en 1912 dans la Deutsches Heer, l'armée allemande, avec le grade de Leutnant, sous-lieutenant. Après ses classes, il est affecté au 5e régiment de chasseurs à cheval, dont la garnison est à Mulhouse.
Lors de la mobilisation allemande qui commence le 2 août 1914, la défense de toute la Haute-Alsace est confiée temporairement aux unités en garnison à Mulhouse, formant la Deckungstruppen Oberrhein, soit la 58e brigade d'infanterie badoise et la 29e brigade de cavalerie, celle-ci regroupant le 5e chasseurs à cheval et le 22e régiment de dragons.

## Incident de Joncherey et premiers morts d'une guerre non encore déclarée
Le 2 août 1914, premier jour de la mobilisation allemande, le sous-lieutenant Mayer est chef de peloton au 3e escadron. Il est déployé dans le Sundgau et commande un détachement de reconnaissance de huit hommes. Les positions françaises sont à une dizaine de kilomètres de la frontière. Il reçoit la mission de faire une reconnaissance armée en profondeur pour les repérer, ce qui implique de franchir la frontière, en armes. Tôt dans la matinée, il quitte Seppois-le-Bas où il est cantonné. Il traverse la frontière franco-allemande en direction de Courtelevant dans le Sud du Territoire de Belfort, puis dépasse Faverois.
Juste avant dix heures du matin, à la tête de sa patrouille, il aborde le village de Joncherey par la route. En face de la ferme Docourt, il rencontre l’escouade française du caporal Jules-André Peugeot. Albert Mayer sabre la première sentinelle postée sur la route, puis tire à trois reprises en direction du caporal Peugeot qui sort de la ferme, le blessant mortellement. Celui-ci riposte et blesse Albert Mayer au ventre. Une seconde balle tirée par un autre militaire français le touche ensuite à la tête, le tuant sur le coup et faisant de lui le premier tué allemand d'une guerre non encore déclarée. Le caporal Peugeot meurt quelques instants plus tard des suites de ses blessures, devenant à son tour le premier tué français du conflit à venir,. Les deux jeunes hommes, premières victimes d'une guerre qui allait tuer des millions d'hommes, avaient presque le même âge, 21  et   22 ans.
Le 3 août 1914, Albert Mayer est enterré à Joncherey. Sa dépouille est par la suite transférée au cimetière militaire allemand d'Illfurth, non loin de Mulhouse, où il repose aujourd'hui. Son casque est conservé au musée de l'Armée à Paris.

## Hommages
Le 2 août 2014, une cérémonie a lieu à Joncherey, en mémoire des deux premières victimes de la Grande Guerre, Jules André Peugeot et Albert Mayer. À cette occasion, une gerbe est déposée sur sa tombe au cimetière militaire allemand d'Illfurth dans le Haut-Rhin, par la commune et les anciens combattants de Joncherey.

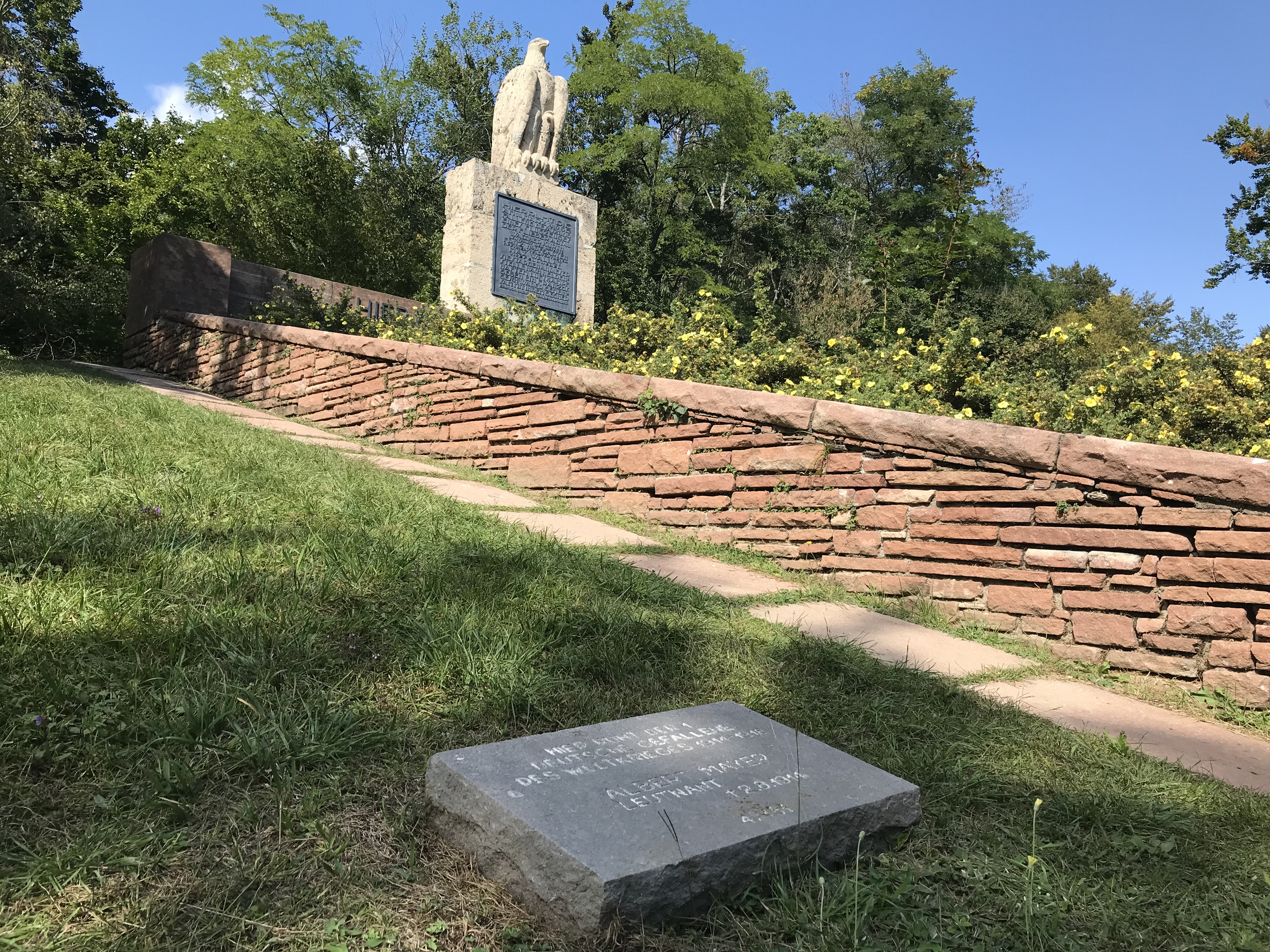
Tombe numéro 4/181 d'Albert Mayer reposant sous l'aigle impérial au cimetière militaire allemand d'Illfurth